# Elatostema gyrocephalum
Elatostema gyrocephalum är en nässelväxtart som beskrevs av Wen Tsai Wang och Y.G.Wei. Elatostema gyrocephalum ingår i släktet Elatostema och familjen nässelväxter. Utöver nominatformen finns också underarten E. g. pubicaule.